# Голдберг, Адель (программист)
Адель Голдберг (англ. Adele Goldberg, род. 7 июля 1945 года, Кливленд, Огайо, США) — учёная в области информатики, известная своей работой в области объектно-ориентированного программирования и графических интерфейсов и разработкой языка программирования Smalltalk.

### Биография
Голдберг родилась в городе Кливленд в штате Огайо в еврейской семье; отец был инженером, мать имела математическое образование и работала в школе. Когда ей было 14 лет семья поселилась в Чикаго. Получила диплом бакалавра математики в Университете Мичигана, диплом магистра информационных наук и степень PhD — в Университете Чикаго.
С 1973 года Голдберг работала в Xerox PARC (Xerox Palo Alto Research Center) в Лаборатории Системных Концепций (System Concept Library), руководителем которой она впоследствии стала. Она была одним из ключевых членов команды, разработавшей язык программирования Smalltalk — первый чисто объектно-ориентированный язык программирования.
Адель Голдберг внесла существенный вклад в зарождение и развитие объектно-ориентированного программирования. Вместе с Аланом Кэем Голдберг работала над шаблонами проектирования — это были предшественники тех шаблонов, которые в настоящее время широко используются в ООП. Голдберг и её команда в PARC создали многие концепции, которые впоследствии стали основой графических пользовательских интерфейсов.
В 1988 году Голдберг покинула PARC, чтобы основать компанию ParcPlace Systems, которая занималась созданием средств разработки для приложений на Smalltalk.
. Адель Голдберг играла ведущую роль в коммерциализации Smalltalk и написала ряд книг по этому языку.
С 1984 по 1986 год Голдберг занимала пост президента ACM. В 1987 году она была награждена премией ACM Software System Award. Также она была включена в список Forbes Twenty Who Matter.
В 1999 году она основала компанию Neometron, занимающуюся интернет-поддержкой, в которой она работает по настоящее время. В то же время Голдберг продолжает образовательную деятельность, составляя курсы по компьютерным наукам. Она также является членом совета Cognito Learning Media, компании-разработчика мультимедийного программного обеспечения для научных и образовательных целей.

### Публикации
- Smalltalk-80: The Language and Its Implementation (with David Robson), Addison-Wesley, 1983, ISBN 0-201-11371-6 (не печатается в настоящее время; известна как «синяя книга» людям, работающим со Smalltalk)
- Smalltalk-80: the Interactive Programming Environment, Addison-Wesley, 1984, ISBN 0-201-11372-4 («оранжевая книга»)
- Smalltalk-80: The Language (with David Robson), Addison-Wesley, 1989, ISBN 0-201-13688-0 («фиолетовая книга» — переработанная «голубая книга»)